# Еспанд
Еспанд (перс. اسپند) — село в Ірані, у дегестані Бала-Хіябан-е Літкух, у Центральному бахші, шагрестані Амоль остану Мазендеран. За даними перепису 2006 року, його населення становило 276 осіб, що проживали у складі 69 сімей.

## Клімат
Середня річна температура становить 16,22 °C, середня максимальна – 30,26 °C, а середня мінімальна – 2,76 °C. Середня річна кількість опадів – 803 мм.
| Клімат поселення                              | Клімат поселення | Клімат поселення | Клімат поселення | Клімат поселення | Клімат поселення | Клімат поселення | Клімат поселення | Клімат поселення | Клімат поселення | Клімат поселення | Клімат поселення | Клімат поселення | Клімат поселення |
| Показник                                      | Січ.             | Лют.             | Бер.             | Квіт.            | Трав.            | Черв.            | Лип.             | Серп.            | Вер.             | Жовт.            | Лист.            | Груд.            |                  |
| Середній максимум, °C                         | 11,15            | 11,62            | 13,98            | 19,33            | 22,88            | 27,31            | 30,23            | 30,26            | 27,32            | 22,88            | 17,64            | 13,42            |                  |
| Середня температура, °C                       | 6,96             | 7,43             | 9,79             | 15,13            | 18,69            | 23,12            | 25,53            | 25,56            | 22,61            | 18,18            | 12,95            | 8,72             |                  |
| Середній мінімум, °C                          | 2,76             | 3,24             | 5,60             | 10,94            | 14,50            | 18,92            | 20,81            | 20,86            | 17,91            | 13,47            | 8,23             | 4,01             |                  |
| Норма опадів, мм                              | 86               | 67               | 60               | 32               | 29               | 24               | 20               | 44               | 85               | 137              | 116              | 103              |                  |
| Середньомісячна швидкість вітру, м/с          | 1.86             | 2.46             | 2.50             | 2.32             | 2.31             | 2.22             | 2.30             | 2.10             | 1.93             | 1.86             | 1.94             | 1.80             |                  |
| Середньомісячна сонячна радіація, кДж/м²·день | 8466             | 10602            | 12679            | 15916            | 19677            | 21628            | 21383            | 18983            | 15587            | 12293            | 9783             | 8031             |                  |
| --------------------------------------------- | ---------------- | ---------------- | ---------------- | ---------------- | ---------------- | ---------------- | ---------------- | ---------------- | ---------------- | ---------------- | ---------------- | ---------------- | ---------------- |
| Джерело:                                      |                  |                  |                  |                  |                  |                  |                  |                  |                  |                  |                  |                  |                  |